# Rio Bealey

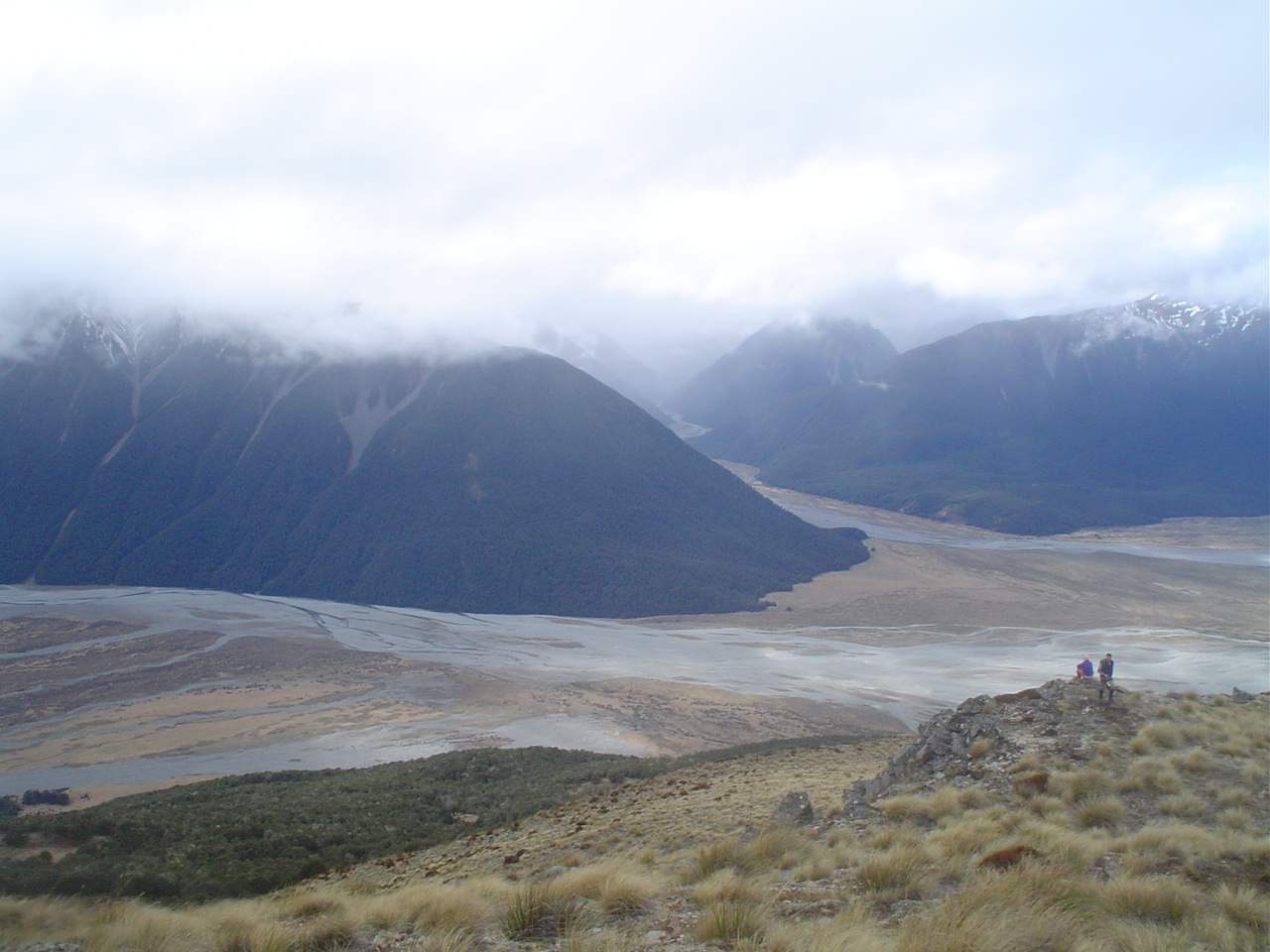
O rio Bealey corre na parte superior da fotografia desde do centro. O rio Waimakariri corre da esquerda para a direita

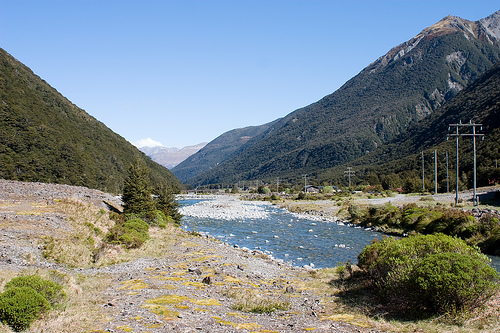
O rio Bealey flui através do desfiladeiro Arthur

O rio Bealey é um pequeno rio localizado nos Alpes do Sul de Nova Zelândia. É um afluente do rio Waimakariri. Seu vale forma a abordagem oriental do desfiladeiro Arthur. O rio e a povoação de Bealey devem o nome a Samuel Bealey, superintendente do século XIX da província de Canterbury e pastoralista ("pastoralist").
Na primeira metade do século XX, o New Zealand Railways Departament (NZR) despejou locomotivas reformadas  e vagões no rio para estabilizar seus bancos e evitar a erosão. Algumas destas locomotivas e vagões foram recuperados com o objetivo de restaurá-las e torná-las novamente operacionais.